# Syndrome de Mallory-Weiss
 Mise en garde médicale
Le syndrome de Mallory-Weiss est une dilacération longitudinale de la muqueuse du cardia, c'est-à-dire une déchirure superficielle de la muqueuse à la jonction entre l'œsophage et l'estomac. Elle est provoquée par des vomissements répétés et prolongés, ce qui aboutit à une hémorragie digestive haute parfois massive et mortelle (hématémèse). Dans 1/3 des cas il survient après une prise excessive d'alcool, l'EOGD (endoscopie œso-gastro-duodénale) retrouve : une déchirure à la jonction des muqueuses œsophagiennes et gastriques. Il peut s'accompagner de méléna.
Les pathologies responsables de vomissements répétés telles que les troubles du comportement alimentaire (boulimie) où les patients ne respectant pas le régime alimentaire obligatoire après la pose d'un anneau gastrique, sont peu nombreuses, mais tout vomissement même dans le cadre d'une gastro-entérite infectieuse peut se compliquer d'un syndrome de ce type. L'hémorragie est habituellement peu grave et s’arrête spontanément.
Le saignement peut être de type capillaire ou artériel.
Ce syndrome a été décrit par George Kenneth Mallory et Soma Weiss (en) en 1929.

## Diagnostic
Le diagnostic du syndrome de Mallory-Weiss se fait par la fibroscopie œso-gastro-duodénale (FOGD).

## Traitement
En cas de saignement artériel, le traitement de ce syndrome fait appel à l'hémostase endoscopique. Rarement, on recourt à l'embolisation des artères nourricières.
En cas de récidive, une gastrectomie peut être indiquée.